# Радуга (Новосибірська область)
Радуга (рос. Радуга) — селище у Мошковському районі Новосибірської області Російської Федерації.
Входить до складу муніципального утворення робітниче селище Станціонно-Ояшинський. Населення становить 630 осіб (2010).

## Історія
Згідно із законом від 2 червня 2004 року органом місцевого самоврядування є робітниче селище Станціонно-Ояшинський.

## Населення
| 2002 | 2007 | 2010 |
| ---- | ---- | ---- |
| 678  | ↗732 | ↘630 |